# Srebrny Komin

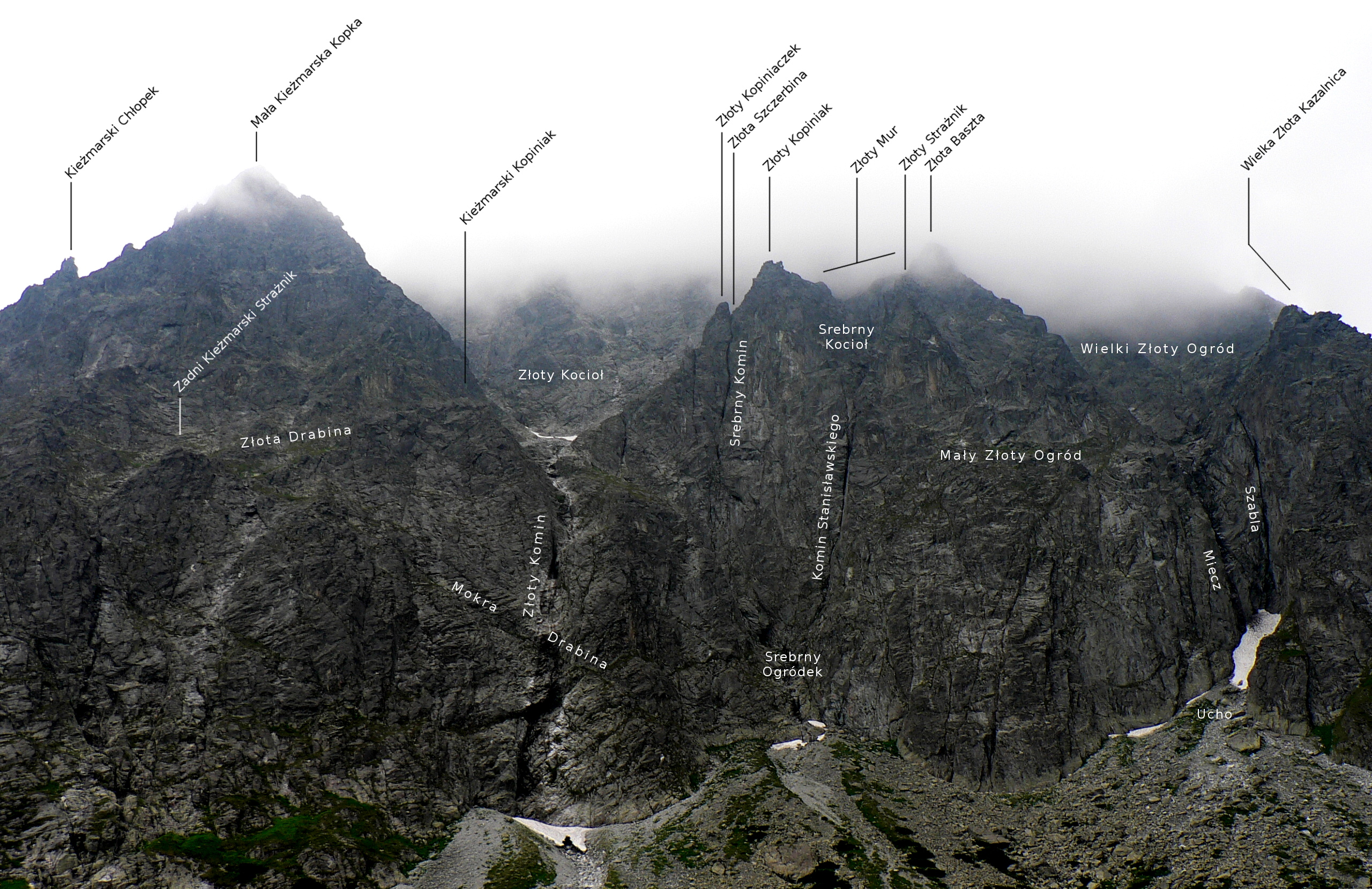

Srebrny Komin (niem. Silberner Kamin, słow. Strieborný komín, węg. Ezüst-kémény) – wybitny komin na północnej ścianie masywu Małego Kieżmarskiego Szczytu (Malý Kežmarský štít) w słowackich Tatrach Wysokich. Opada z przełączki Złota Szczerbina do Srebrnego Ogródka na dnie Zielonej Doliny Kieżmarskiej. Formę komina ma w górnej części ściany,  mniej więcej w połowie jej wysokości przekształca się w żleb.
„Złote” i „srebrne” nazewnictwo w tym rejonie związane jest z poszukiwaniem złota. Znana z poszukiwań kruszcu w XVIII wieku była m.in. pochodząca z Kieżmarku rodzina szewców Fabri (Fabry). Złota nie znaleźli, ale odkryli rudę miedzi, którą następnie wydobywali. 